# Parc Nacional d'Amboseli
El Parc Nacional d'Amboseli, anteriorment anomenat Masai Amboseli Game Reserve, es troba al comtat de Kajiado a Kenya. El parc té 39.206 hectàrees (392 km²)en el nucli de 8.000 km² d'ecosistemes que transcorren a través de la frontera entre Kenya i Tanzània. Els habitants són principalment Massais, però gent d'altres parts del país s'han assentat allà atrets per l'èxit de l'economia turística, així com l'agricultura intensiva al llarg del sistema de pantans que fa d'aquesta zona de poca pluja (mitjana de 350 mm) una de les millors experiències d'observació de vida silvestre del món, amb 400 espècies d'aus, incloent aus aquàtiques, pelicans, blauets, ràl·lids, ocells martell i 47 tipus d'aus rapinyaires.
El parc protegeix dos dels cinc principals pantans, i inclou un llac assecat del Plistocè i amb una vegetació semiàrida.
240 quilòmetres al sud-est de la capital, Nairobi,el Parc Nacional d'Amboseli és el segon parc nacional més popular de Kenya després de la Reserva Nacional de Masai Mara.